# Film Festival dei Paesi Bassi
Il Film Festival dei Paesi Bassi (in olandese Nederlands Film Festival) è un festival cinematografico annuale che si svolge in 15 location (cinema e spazi aperti) di Utrecht, nei Paesi Bassi, tra la fine di settembre e l'inizio di ottobre. È considerato il principale festival del cinema olandese.

## Storia
Ideatore del festival nel 1981 fu Jos Stelling, si avvalse della collaborazione di Wim Verstappen, Rob Hack e Huub Bals. Fino al 1992 il festival si è tenuto col nome Nederlandse Filmdagen (Giorni dei film olandesi) cambiando poi denominazione a partire dall'edizione del 1993. Inizialmente il festival si svolgeva unicamente presso il 't Hoogt, la sala cinematografica più antica della città, ma ben presto si aggiunsero altre sale poiché la manifestazione divenne sempre più grande e famosa. I film proiettati nell'edizione 2014 hanno raggiunto il numero di 400 includendo anche anteprime, e non limitandosi a lungometraggi ma comprendendo anche documentari, cortometraggi e produzioni TV. Nella stessa edizione si sono contate più di 150 000 presenze.

## Festival e premi
Nei dieci giorni in cui si svolge il festival viene proiettata, per la maggior parte in anteprima, una selezione di pellicole olandesi che non comprendono solamente lungometraggi ma anche cortometraggi, documentari, serie tv e opere interattive. La sera della cerimonia di chiusura vengono assegnati i Vitelli d'oro in varie categorie tra cui miglior film, miglior regista, miglior attore e migliore attrice. Oltre a questo ogni anno il festival accoglie ospiti illustri e vengono organizzati seminari, dibattiti, mostre retrospettive e altri eventi inerenti al cinema.

### Vitello d'oro
A partire dal 1981, il Vitello d'oro viene assegnato alle migliori personalità del cinema olandese come registi, sceneggiatori, produttori, attori e attrici. La statuetta fu progettata nel 1980  dallo scultore Theo Mackaay per conto dell'ideatore del festival Jos Stelling; la statuetta è alta 33 cm ed è in bronzo.
A partire dal 2016 la competizione è stata sponsorizzata prima dalla ditta di caffè L'Or e poi, dal 2018, dal birrificio Grolsch. I Vitelli d'oro vengono distribuiti e assegnati nelle seguenti categorie riguardanti lungometraggi, cortometraggi, documentari, serie tv e progetti interattivi prodotti nei Paesi Bassi:
| - Miglior film - Migliore regia - Migliore attore protagonista - Migliore attrice protagonista - Miglior attore non protagonista - Migliore attrice non protagonista - Migliore sceneggiatura - Migliore fotografia - Miglior sonoro - Miglior montaggio - Migliore colonna sonora | - Migliore scenografia - Migliori costumi (dal 2020) - Migliore opera interattiva - Miglior cortometraggio - Miglior lungometraggio documentario - Miglior cortometraggio documentario - Migliore serie drammatica - Miglior attore in una serie drammatica - Miglior attrice in una serie drammatica - Vitello d'oro per la cultura cinematografica (a persone o enti che si sono contraddistinti nella promozione della cultura filmica olandese) - Vitello d'oro del pubblico (al film con più voti assegnati dagli spettatori) |

Prima del 2015 i candidati venivano eletti da una giuria e dallo staff del festival. A partire dal 2015 i candidati e i vincitori per il miglior film e per il miglior lungometraggio documentario vengono scelti da personalità legate al mondo del cinema: possono esprimere il loro voto i membri della Dutch Academy For Film (DAFF), i vincitori di un Vitello d'oro degli anni precedenti e i vincitori di altri premi legati a festival cinematografici maggiori. Il voto per le candidature e i vincitori per il miglior cortometraggio, per il miglior cortometraggio documentario, migliore serie drammatica e migliore opera interattiva viene espresso unicamente dalla giuria del festival.

### Altri premi
Durante il festival, oltre al Vitello d'oro, vengono assegnati i seguenti premi:
- Premio del Forum van de Regisseurs: premio per un film che riconosce i limiti e le difficoltà dell'arte cinematografica e che da nuovi impulsi alla discussione sul cinema. Viene posta l'attenzione ai registi rivoluzionari.
- NFF Debuutcompetitie: premio conferito dalla città di Utrecht al miglior regista esordiente.
- NFF Studentencompetitie: Tuschinski Award per la miglior produzione da parte di laureandi all'ultimo anno.
- NFF Studentencompetitie: Filmproducenten Nederland Award per il miglior produttore dell'anno precedente.
- NFF Studentencompetitie: Fentener van Vlissingen Fonds Award per una notevole prestazione da parte di un membro della crew.
- NFF Studentencompetitie: FPN Award, premio per giovani produttori.
- MovieZone NFF Award: premio assegnato da una giuria di giovani tra i 15 e i 18 anni.
- Premio della critica olandese: premio della stampa conferito dalla Kring van Nederlandse Filmjournalisten (l'unione delle agenzie di stampa olandese).
- 48 Hour Film Project: premio per il miglior film prodotto in 48 ore.
- The Pitch: premio per la migliore idea per un cortometraggio esposta in meno di un minuto.
- Louis Hartlooperprijs per la miglior pubblicazione cinematografica: premio per le pellicole che, nell'anno precedente, a causa della loro pubblicazione hanno fornito un contributo stimolante alla riflessione sul cinema e al consolidamento della cultura cinematografica olandese.

### Canon van de Nederlandse Film
L'11 settembre 2007 il Film Festival dei Paesi Bassi ha presentato la Canon van de Nederlandse Film , una lista stilata da una commissione presieduta da Jeltje van Nieuwenhoven che contiene i più importanti film che rispecchiano la ricchezza della storia del cinema olandese. Presenta anche una lista di eventi e avvenimenti fondamentali per la storia della cinematografia olandese, con riferimento in particolare al sistema di classificazione olandese, all'importanza della Filmfabriek Hollandia, al Polygoonjournal e all'avvento del cinema sonoro nel paese.